# GM Hockey 2009
GM Hockey 2009 est un jeu de simulation sur ordinateur créé par Logique Eclectic.